# Gaëtan Ntambwe
 (septembre 2019).
Gaëtan Ntambwe est un boxeur français né le 12 octobre 1994 à Lens.

## Biographie
Licencié au Boxing Club Héninois, Ntambwe remporte le titre de champion de France amateur des poids mi-lourds le 22 février 2019. Il est élu après cette victoire sportif du mois des Hauts de France en février 2019.